# Andreas Heymann
Andreas Heymann (* 26. Dezember 1966 in Steinheidel-Erlabrunn) ist ein ehemaliger deutscher und französischer Biathlet.
Mit der DDR-Mannschaft konnte er 1989 bei der ersten Austragung des neu geschaffenen Mannschaftswettbewerb bei Biathlonweltmeisterschaften die Bronzemedaille gewinnen. Als er nach der Wende in der deutschen Mannschaft keine Einsatzmöglichkeit mehr sah, wechselte er zum Biathlonverband seiner damaligen französischen Frau Delphyne Burlet. Für Frankreich startend konnte er immerhin zwei Weltcuprennen für sich entscheiden, schaffte es später aber nicht mehr, sich für die Weltcupmannschaft zu qualifizieren und beendete 2000 seine sportliche Laufbahn.